# Йохан IV фон Монфор-Ротенфелс-Арген
Йохан IV (I) фон Монфор-Ротенфелс-Арген (на немски: Johann IV (I) von Montfort-Rotenfels-Argen; † 29 септември 1529) е граф на Монфор-Ротенфелс-Арген. Той е от влиятелния и богат швабски род Монфор/Монтфорт, странична линия на пфалцграфовете на Тюбинген.

## Произход
Син е на граф Хуго XIII (XI) фон Монфор-Ротенфелс-Арген-Васербург († 1491) и първата му съпруга Елизабет фон Верденберг († 1467), дъщеря на граф Йохан III фон Верденберг-Зарганс († 1465) и графиня Елизабет фон Вюртемберг († 1476). Баща му се жени втори път през 1476 г. за Елизабет фон Хоенлое-Вайкерсхайм († 1488).

## Фамилия
Първи брак: с Аполония фон Кирхберг († 3 септември 1517/1518 в Нойфра), дъщеря на граф Филип фон Кирхберг († 1510) и Елизабет фон Шаунберг († ок. 1491). Те имат една дъщеря:
- Анна фон Монфор († пр. 1518)

Втори брак: на 23 юни 1524 г. с Магдалена фон Йотинген-Валерщайн (* ок. август 1473; † 22 април 1525), вдовица на братовчед му граф Улрих VII фон Монфор-Тетнанг († 1520), дъщеря на граф Лудвиг XIII (XIV) фон Йотинген-Валерщайн († 1486) и принцеса Ева фон Шварценберг († 1473). Бракът е бездетен.